# Чернеевичи (Пинский район)
Чернеевичи (бел. Чарнеевічы) — деревня в Пинском районе Брестской области Белоруссии, в составе Молотковичского сельсовета. Население — 452 человека (2019).

## География
Чернеевичи находятся в 7 км к северо-западу от центра Пинска. Деревня связана местными дорогами с Пинском и окрестными населёнными пунктами, в 2 км к северу проходит автомагистраль М10. Местность принадлежит бассейну Днепра, тремя километрами южнее протекает река Пина. Ближайшая ж/д станция в Молотковичах (линия Брест — Пинск — Гомель).

## История
Чернеевичи — старинное поселение, первое письменное упоминание относится к 1495 году, когда пинская княгиня Мария даровала его роду Фурсов. Позднее имение принадлежало Нелюбовичам.
Со времени территориально-административной реформы середины XVI века в Великом княжестве Литовском Чернеевичи входили в состав Пинского повета Берестейского воеводства.
После второго раздела Речи Посполитой (1793) в составе Российской империи, деревня входила в состав Пинского уезда.
В XIX в качестве владельцев имения Нелюбовичей сменили Скирмунты, в конце века они выстроили здесь усадебный дом с хозпостройками, заложили парк. Во время Первой мировой войны и до 1920 годов усадьба принадлежала роду Галовичей, затем вновь отошла Скирмунтам, которые владели Чернеевичами вплоть до 1939 года.
Согласно Рижскому мирному договору (1921) деревня вошла в состав межвоенной Польши. С 1939 года в составе БССР.

## Достопримечательности
- Усадьба Скирмунтов. Все постройки, включая усадебный дом не сохранились. До нашего времени сохранились лишь фрагменты приусадебного парка[3].